# NIFL Premiership (2014/2015)
NIFL Premiership 2014/2015 (ze względów sponsorskich zwana jako Danske Bank Premiership) – 114. edycja najwyższej klasy rozgrywkowej piłki nożnej w Irlandii Północnej.
Brało w nim udział 12 drużyn, które w okresie od 9 sierpnia 2014 do 25 kwietnia 2015 rozegrały 38 kolejek meczów.
Sezon zakończył baraż o miejsce w przyszłym sezonie w NIFL Premiership.
Obrońcą tytułu była drużyna Cliftonville. Mistrzostwo po raz piąty w historii zdobyła drużyna Crusaders.

## Format rozgrywek
W lidze udział bierze 12 drużyn, walczących o tytuł mistrza Irlandii Północnej w piłce nożnej.
Rozgrywki składają się z dwóch faz. Każda z drużyn rozgrywa w pierwszej fazie po 3 mecze ze wszystkimi przeciwnikami (razem 33 spotkań).
Następnie zespoły podzielone na 2 grupy po 6 uczestników zgodnie z kolejnością w tabeli po 33. kolejce rozgrywają ze sobą po 1 spotkaniu.
Mistrz kraju otrzymuje prawo gry w I rundzie kwalifikacyjnej Ligi Mistrzów UEFA.
Wicemistrz, 3. drużyna oraz zdobywca Pucharu Irlandii Północnej zapewniają sobie miejsce w I rundzie kwalifikacyjnej Ligi Europy UEFA.
W przypadku zapewnienia sobie występu w rozgrywkach europejskich przez zdobywcę pucharu ostatnie miejsce pucharowe przypadnie czwartej drużynie ligi.
Ostatnia, 12. drużyna tabeli, spada bezpośrednio do NIFL Championship 1. Przedostatnia rozgrywa baraż z wicemistrzem NIFL Championship 1.

## Drużyny
| Uczestnicy poprzedniej edycji | Uczestnicy poprzedniej edycji | Uczestnicy poprzedniej edycji | Uczestnicy poprzedniej edycji |
| --- | ----------------------------- | ----------------------------- | ----------------------------- |
| CLI | Cliftonville F.C.             | Belfast                       | 1                             |
| LIN | Linfield F.C.                 | Belfast                       | 2                             |
| CRS | Crusaders F.C.                | Belfast                       | 3                             |
| PDN | Portadown F.C.                | Portadown                     | 4                             |
| GLB | Glentoran F.C.                | Belfast                       | 5                             |
| GLL | Glenavon F.C.                 | Lurgan                        | 6                             |
| BAL | Ballymena United F.C.         | Ballymena                     | 7                             |
| DSW | Dungannon Swifts F.C.         | Dungannon                     | 8                             |
| COL | Coleraine F.C.                | Coleraine                     | 9                             |
| BAU | Ballinamallard United F.C.    | Ballinamallard                | 10                            |
| WPT | Warrenpoint Town F.C.         | Warrenpoint                   | 11                            |
| Awans z NIFL Championship 1 |                               |                               |                               |
| INS | Institute F.C.                | Drumahoe                      | 1                             |
| Oznaczenia: - kolumna pierwsza – skróty nazw drużyn, - kolumna trzecia – siedziba klubu, - kolumna czwarta – miejsce zajęte w poprzednim sezonie. |                               |                               |                               |

## Faza zasadnicza

### Tabela
| Lp. | Drużyna               | M  | Z  | R  | P  | B+ | B- | +/– | Pkt | Kwalifikacja      |
| --- | --------------------- | -- | -- | -- | -- | -- | -- | --- | --- | ----------------- |
| 1   | Crusaders             | 33 | 22 | 7  | 4  | 85 | 39 | +46 | 73  | grupa mistrzowska |
| 2   | Linfield              | 33 | 19 | 7  | 7  | 59 | 39 | +20 | 64  | grupa mistrzowska |
| 3   | Cliftonville          | 33 | 15 | 12 | 6  | 65 | 38 | +27 | 57  | grupa mistrzowska |
| 4   | Portadown             | 33 | 16 | 9  | 8  | 61 | 48 | +13 | 57  | grupa mistrzowska |
| 5   | Glentoran             | 33 | 15 | 9  | 9  | 65 | 43 | +22 | 54  | grupa mistrzowska |
| 6   | Glenavon              | 33 | 16 | 6  | 11 | 68 | 59 | +9  | 54  | grupa mistrzowska |
| 7   | Coleraine             | 33 | 11 | 7  | 15 | 42 | 49 | −7  | 40  | grupa spadkowa    |
| 8   | Ballymena United      | 33 | 10 | 6  | 17 | 54 | 72 | −18 | 36  | grupa spadkowa    |
| 9   | Dungannon Swifts      | 33 | 7  | 11 | 15 | 35 | 52 | −17 | 32  | grupa spadkowa    |
| 10  | Ballinamallard United | 33 | 7  | 8  | 18 | 31 | 65 | −34 | 29  | grupa spadkowa    |
| 11  | Warrenpoint Town      | 33 | 5  | 10 | 18 | 39 | 67 | −28 | 25  | grupa spadkowa    |
| 12  | Institute             | 33 | 4  | 8  | 21 | 32 | 71 | −39 | 20  | grupa spadkowa    |

1. 1 2  Coleraine, jak i Institute wystawiły w meczu zawieszonego zawodnika. Pierwotne zwycięstwo 4-0 Coleraine zostało unieważnione, a oba kluby zanotowały porażkę 3-0, co spowodowało, że w końcowej tabeli ligowej odnotowano o dwie porażki więcej niż zwycięstw, a ogólna różnica bramek wyniosła -6[2][3].

### Wyniki
| Gospodarz \ Gość      | BMD | BYM | CLI | COL | CRU | DUN | GLA | GLT | INS | LIN | POR | WPT | BMD | BYM | CLI | COL | CRU | DUN | GLA | GLT | INS | LIN | POR | WPT |
| --------------------- | --- | --- | --- | --- | --- | --- | --- | --- | --- | --- | --- | --- | --- | --- | --- | --- | --- | --- | --- | --- | --- | --- | --- | --- |
| Ballinamallard United |     | 3–0 | 0–4 | 1–0 | 1–1 | 2–0 | 1–0 | 2–2 | 2–3 | 1–3 | 0–2 | 3–1 |     | 1–3 | 1–1 | 2–1 |     |     | 1–3 |     |     | 1–1 | 0–0 |     |
| Ballymena United      | 3–0 |     | 2–2 | 0–2 | 0–2 | 2–2 | 1–4 | 2–2 | 2–1 | 2–3 | 3–2 | 2–0 |     |     |     | 4–3 | 1–3 |     | 2–4 | 1–3 | 3–0 |     |     |     |
| Cliftonville          | 3–2 | 7–0 |     | 2–3 | 0–1 | 1–1 | 3–3 | 0–0 | 4–0 | 0–0 | 2–0 | 3–1 |     | 1–0 |     |     |     |     | 2–3 | 1–1 | 5–1 |     |     | 2–2 |
| Coleraine             | 1–1 | 1–2 | 2–0 |     | 2–6 | 1–2 | 2–1 | 1–0 | nr  | 1–2 | 0–0 | 0–0 |     |     | 0–0 |     | 1–5 | 1–2 | 1–1 | 1–1 |     |     | 0–1 |     |
| Crusaders             | 3–1 | 2–2 | 0–1 | 3–0 |     | 1–0 | 1–4 | 1–0 | 3–2 | 2–2 | 2–3 | 3–0 | 3–0 |     | 4–1 |     |     |     |     |     | 3–1 | 2–1 | 6–0 | 4–1 |
| Dungannon Swifts      | 1–1 | 0–3 | 1–3 | 0–1 | 2–2 |     | 2–1 | 2–3 | 2–2 | 0–1 | 2–3 | 0–2 | 2–0 | 1–0 | 1–1 |     | 1–1 |     |     |     |     | 0–3 |     |     |
| Glenavon              | 1–0 | 2–1 | 1–3 | 2–3 | 2–2 | 0–2 |     | 1–2 | 1–1 | 1–2 | 2–4 | 3–2 |     |     |     |     | 3–7 | 2–1 |     |     | 2–1 | 1–0 |     | 2–2 |
| Glentoran             | 3–1 | 4–0 | 2–1 | 2–0 | 1–3 | 1–0 | 2–4 |     | 2–1 | 2–3 | 1–1 | 3–1 | 4–0 |     |     |     | 1–2 | 2–0 | 1–2 |     | 4–1 |     |     |     |
| Institute             | 0–2 | 1–2 | 2–3 | 2–0 | 1–1 | 1–1 | 1–4 | 1–1 |     | 1–1 | 0–4 | 1–0 | 1–1 |     |     | 0–2 |     | 1–2 |     |     |     | 0–1 |     | 1–1 |
| Linfield              | 3–0 | 3–2 | 1–3 | 2–1 | 1–2 | 4–0 | 0–1 | 2–2 | 3–1 |     | 3–2 | 1–0 |     | 2–1 | 2–2 | 1–1 |     |     |     | 2–1 |     |     | 1–2 | 3–0 |
| Portadown             | 3–0 | 2–1 | 0–1 | 0–2 | 3–1 | 1–0 | 3–2 | 3–1 | 4–1 | 3–0 |     | 2–2 |     | 5–5 | 0–2 |     |     | 1–1 | 3–3 | 1–1 | 2–1 |     |     |     |
| Warrenpoint Town      | 2–0 | 2–2 | 1–1 | 1–3 | 0–3 | 3–3 | 0–2 | 2–5 | 0–1 | 1–2 | 2–1 |     | 7–0 | 2–0 |     | 0–5 |     | 1–1 |     | 0–5 |     |     | 0–0 |     |

1. ↑  Mecz 15. kolejki (1 lis) między Coleraine a Institute został zweryfikowany jako porażka 0-3 dla obu klubów po tym, jak oba wystawiły w meczu zawieszonego zawodnika[2][3]. Wynik na boisku 4-0.

## Faza finałowa
| Section A |                         |    |    |    |    |    |    |     |    |                                             |     |     |     |     |     |     |     |     |     |     |     |     |     |
| 1         | Crusaders (M)           | 38 | 25 | 7  | 6  | 93 | 43 | +50 | 82 | Liga Mistrzów UEFA • I runda kwalifikacyjna |     |     |     | 4–0 |     |     | 2–0 |     |     |     |     |     |     |
| 2         | Linfield                | 38 | 21 | 9  | 8  | 67 | 46 | +21 | 72 | Liga Europy UEFA • I runda kwalifikacyjna   |     | 3–1 |     | 0–2 |     |     |     |     |     |     |     |     |     |
| 3         | Glenavon                | 38 | 20 | 6  | 12 | 82 | 65 | +17 | 66 | Liga Europy UEFA • I runda kwalifikacyjna   |     |     |     |     | 3–2 | 5–0 | 4–0 |     |     |     |     |     |     |
| 4         | Portadown               | 38 | 17 | 11 | 10 | 65 | 56 | +9  | 62 |                                             |     | 1–0 | 1–1 |     |     |     |     |     |     |     |     |     |     |
| 5         | Cliftonville            | 38 | 16 | 13 | 9  | 71 | 47 | +24 | 61 |                                             | 0–1 | 2–2 |     | 4–0 |     |     |     |     |     |     |     |     |     |
| 6         | Glentoran (P)           | 38 | 16 | 10 | 12 | 67 | 51 | +16 | 58 | Liga Europy UEFA • I runda kwalifikacyjna   |     |     | 1–2 |     | 0–0 | 1–0 |     |     |     |     |     |     |     |
| Section B |                         |    |    |    |    |    |    |     |    |                                             |     |     |     |     |     |     |     |     |     |     |     |     |     |
| 7         | Ballymena United        | 38 | 15 | 6  | 17 | 62 | 75 | −13 | 51 |                                             |     |     |     |     |     |     |     |     |     | 2–1 | 1–0 | 2–1 |     |
| 8         | Coleraine               | 38 | 13 | 7  | 18 | 48 | 55 | −7  | 46 |                                             |     |     |     |     |     |     | 0–1 |     | 1–2 |     | 2–1 | 3–1 |     |
| 9         | Ballinamallard United   | 38 | 10 | 9  | 19 | 40 | 71 | −31 | 39 |                                             |     |     |     |     |     |     |     |     |     | 1–0 | 3–3 | 2–0 |     |
| 10        | Dungannon Swifts        | 38 | 8  | 13 | 17 | 38 | 56 | −18 | 37 |                                             |     |     |     |     |     |     |     | 1–0 |     |     | 1–1 | 1–1 |     |
| 11        | Warrenpoint Town (B, O) | 38 | 6  | 12 | 20 | 50 | 76 | −26 | 30 | Baraż o NIFL Premiership                    |     |     |     |     |     |     |     |     |     |     |     |     | 5–1 |
| 12        | Institute (S)           | 38 | 4  | 9  | 25 | 36 | 84 | −48 | 21 | Spadek do NIFL Championship 1               |     |     |     |     |     |     |     | 1–2 |     |     |     |     |     |

1. 1 2  Coleraine, jak i Institute wystawiły w meczu zawieszonego zawodnika. Pierwotne zwycięstwo 4-0 Coleraine zostało unieważnione, a oba kluby zanotowały porażkę 3-0, co spowodowało, że w końcowej tabeli ligowej odnotowano o dwie porażki więcej niż zwycięstw, a ogólna różnica bramek wyniosła -6[2][3].

## Baraż o NIFL Premiership
Warrenpoint Town wygrał w karnych 3-1 w dwumeczu z Bangor baraż o miejsce w NIFL Premiership na sezon 2015/2016.
| 28 kwietnia 2015 | Warrenpoint Town                              | 2:0   | Bangor |                                            |
| 20:45            | Stephen Moan 29' (sam.) · Paul McDowell 90+1' | (1:0) |        | Clandeboye Park, Bangor Sędzia: Ian McNabb |

| 1 maja 2015 | Bangor                                                                           | 2:0 (pd.)               | Warrenpoint Town                                            |                       |
| 20:45       | Conor McDonald 12' · Dermot McVeigh 76'                                          | (1:0, 2:0, 2:0, k. 3:1) |                                                             | Milltown, Warrenpoint |
| 20:45       | · John McGuigan · Conor McDonald · Stephen Hughes · Dermot McVeigh · Mark Hughes | Rzuty karne             | · Mark Cooling · Paul McDowell · Grant Gardiner · Andy Hall | Milltown, Warrenpoint |

## Najlepsi strzelcy
| Bramki | Strzelcy          | Drużyna          |
| ------ | ----------------- | ---------------- |
| 31     | Joe Gormley       | Cliftonville     |
| 27     | Paul Heatley      | Crusaders        |
| 26     | Jordan Owens      | Crusaders        |
| 17     | Aaron Burns       | Linfield         |
| 17     | Daniel Hughes     | Warrenpoint Town |
| 16     | Kevin Braniff     | Glenavon         |
| 15     | Curtis Allen      | Glentoran        |
| 15     | Andrew Waterworth | Linfield         |
| 13     | Eoin Bradley      | Glenavon         |
| 13     | Darren Murray     | Portadown        |
| 13     | Jordan Stewart    | Glentoran        |
| 13     | Gary Twigg        | Portadown        |

Źródło.

## Stadiony
| Ballinamallard United |
| --------------------- |
| Ferney Park           |
|                       |

| Ballymena United |
| ---------------- |
| The Showgrounds  |
|                  |

| Cliftonville |
| ------------ |
| Solitude     |
|              |

| Coleraine       |
| --------------- |
| The Showgrounds |
|                 |

| Crusaders |
| --------- |
| Seaview   |
|           |

| Dungannon Swifts |
| ---------------- |
| Stangmore Park   |
|                  |

| Glenavon        |
| --------------- |
| Mourneview Park |
|                 |

| Glentoran |
| --------- |
| The Oval  |
|           |

| Institute         |
| ----------------- |
| Riverside Stadium |
|                   |

| Linfield     |
| ------------ |
| Windsor Park |
|              |

| Portadown     |
| ------------- |
| Shamrock Park |
|               |

| Warrenpoint Town |
| ---------------- |
| Milltown         |

Źródło.